# Nordisk bibelmuseum
Nordisk bibelmuseum (Nobimu), i Oslo, Norge, er Nordens første bibelmuseum.

## Historie og organisation
Museet blev startet på initiativ af Rune Arnhoff (no), en bibelsamler som indehar Nordens største bibelsamling. Indtil 2016, da den blev købt af Arnhoff, havde samlingen tidligere tilhørt Det Norske Bibelselskap (no). Arnhoff har udtalt, at mens han er Jehovas Vidne, er museet hans eget personlige projekt og ikke forbundet med trossamfundet. Ved åbningen var der cirka 2.500 bibler i samlingen; mange flere er siden blevet doneret af almenheden.
Nordisk bibelmuseum blev indviet 31. maj 2018 af Stortingsmedlem Kristin Ørmen Johnsen (no). Det holder til i Nedre Slottsgate 4C i Oslo centrum.
Det er organiseret som en stiftelse drevet af omkring 40 frivillige.

## Udstillinger
Museet har Nordens største samling på over 5.000 bibler fra og med 2021 og indeholder et varieret udvalg af nordiske og ikke-nordiske bibler. Nogle af de sjældneste er en udgave af Gustav Vasas bibel (no) fra 1541, Christian 3.s Bibel fra 1550 (reformationsbibelen), en originalside fra Gutenbergbibelen (den eneste udstillede i Norge), en latinsk bibel (Vulgata) fra 1487, den første samiske bibel udgivet i 1811, en udgave af den første finske bibeloversættelse trykt i Finland i 1685 og pergament-manuskripter fra omkring 1250.
Der er også temaudstillinger om King James Version – den mest trykte bibel – og en samling miniaturebibler, deriblandt verdens mindste trykte bibel.
Under COVID-19-pandemien fokuserede museet på digitale udstillinger: dele af samlingen blev digitaliseret, så besøgende kunne se dem på afstand, og museet holdt webinarer om bibelens historie.

## Eksterne links
- Officiel hjemmeside

59°54′37″N 10°44′28″Ø / 59.91031°N 10.741°Ø